# Rotnästing
Rotnästing (Melanamphora spiniferum) är en svampart som tillhör divisionen sporsäcksvampar, och som först beskrevs av Carl (Karl) Friedrich Wilhelm Wallroth, och fick sitt nu gällande namn av Lafl. Rotnästing ingår i släktet Melanamphora, och familjen Melanconidaceae. Arten är reproducerande i Sverige.